# Discografia delle The Veronicas
Questa pagina contiene la discografia delle The Veronicas, duo musicale australiano che ha debuttato nel 2005. La produzione principale del duo consiste in sei album in studio e vintisette singoli.

## Album

### Album in studio
| Anno                                                                          | Titolo | Classifiche | Classifiche | Classifiche | Classifiche | Classifiche | Classifiche | Certificazioni                    |
| Anno                                                                          | Titolo | AUS         | IRL         | NZL         | SWI         | UK          | USA         | Certificazioni                    |
| ----------------------------------------------------------------------------- | --- | ----------- | ----------- | ----------- | ----------- | ----------- | ----------- | --------------------------------- |
| 2005                                                                          | The Secret Life of... - Pubblicato: 14 ottobre 2005 - Etichetta: Warner - Formati: CD, CD+DVD, LP, download digitale, streaming | 2           | —           | 5           | 61          | —           | 133         | - AUS: Platino (4) - NZL: Oro     |
| 2007                                                                          | Hook Me Up - Pubblicato: 3 novembre 2007 - Etichetta: Sire, Warner - Formati: CD, CD+DVD, LP, download digitale, streaming      | 2           | 33          | 8           | 38          | 35          | 107         | - AUS: Platino (2) - NZL: Platino |
| 2014                                                                          | The Veronicas - Pubblicato: 21 novembre 2014 - Etichetta: Sony - Formati: CD, download digitale, streaming                      | 2           | —           | 27          | —           | 49          | —           | - AUS: Platino                    |
| 2021                                                                          | Godzilla - Pubblicato: 28 maggio 2021 - Etichetta: Sony - Formati: CD, LP, download digitale, streaming                         | 7           | —           | —           | —           | —           | —           |                                   |
| 2021                                                                          | Human - Pubblicato: 25 giugno 2021 - Etichetta: Sony - Formati: CD, LP, download digitale, streaming                            | 5           | —           | —           | —           | —           | —           |                                   |
| 2024                                                                          | Gothic Summer - Pubblicato: 22 marzo 2024 - Etichetta: Big Noise - Formati: CD, LP, download digitale, streaming                | 6           | —           | —           | —           | —           | —           |                                   |
| "—" indica una pubblicazione non classificata o non pubblicata in quel paese. | |             |             |             |             |             |             |                                   |

### Album dal vivo
| Anno | Titolo | Classifiche | Certificazioni     |
| Anno | Titolo | AUS         | Certificazioni     |
| ---- | --- | ----------- | ------------------ |
| 2006 | Exposed... the Secret Life of The Veronicas - Pubblicato: 2 dicembre 2006 - Etichetta: Warner, Sire - Formati: DVD+CD | 3           | - AUS: Platino (2) |
| 2009 | Revenge Is Sweeter Tour - Pubblicato: 4 settembre 2009 - Etichetta: Warner, Sire - Formati: DVD+CD                    | 91          |                    |

### Raccolte
| Anno | Titolo                                                                                             |
| ---- | -------------------------------------------------------------------------------------------------- |
| 2009 | Complete - Pubblicato: 18 marzo 2009 - Etichetta: Sire, Pony Canyon - Formati: 2 x CD              |
| 2018 | Untouched - Pubblicato: 27 aprile 2018 - Etichetta: Warner - Formati: Download digitale, streaming |

## Extended play
| Anno | Titolo |
| ---- | --- |
| 2006 | AOL Sessions Live - Pubblicato: 21 febbraio 2006 - Etichetta: Sire, Warner - Formati: Download digitale    |
| 2006 | Mtv.com Live - Pubblicato: 1º agosto 2006 - Etichetta: Sire - Formati: Download digitale                   |
| 2009 | Untouched: Lost Tracks - Pubblicato: 6 gennaio 2009 - Etichetta: Sire, Warner - Formati: Download digitale |

## Singoli

### Come artiste principali
| Anno                                                                          | Titolo                                   | Classifiche | Classifiche | Classifiche | Classifiche | Classifiche | Classifiche | Classifiche | Certificazioni                                                     | Album di provenienza  |
| Anno                                                                          | Titolo                                   | AUS         | CAN         | IRL         | NZL         | SWI         | UK          | USA         | Certificazioni                                                     | Album di provenienza  |
| ----------------------------------------------------------------------------- | ---------------------------------------- | ----------- | ----------- | ----------- | ----------- | ----------- | ----------- | ----------- | ------------------------------------------------------------------ | --------------------- |
| 2005                                                                          | 4ever                                    | 2           | —           | 20          | 7           | 22          | 17          | 112         | - AUS: Platino - NZL: Oro - USA: Oro                               | The Secret Life of... |
| 2005                                                                          | Everything I'm Not                       | 7           | —           | —           | 10          | —           | —           | —           | - AUS: Oro                                                         | The Secret Life of... |
| 2006                                                                          | When It All Falls Apart                  | 7           | —           | —           | 7           | —           | —           | —           | - AUS: Oro                                                         | The Secret Life of... |
| 2006                                                                          | Revolution                               | 18          | —           | —           | —           | —           | —           | —           |                                                                    | The Secret Life of... |
| 2006                                                                          | Leave Me Alone                           | 41          | —           | —           | —           | —           | —           | —           |                                                                    | The Secret Life of... |
| 2007                                                                          | Hook Me Up                               | 1           | —           | —           | —           | —           | —           | —           | - AUS: Platino                                                     | Hook Me Up            |
| 2007                                                                          | Untouched                                | 2           | 5           | 1           | 9           | 34          | 8           | 17          | - AUS: Platino - NZL: Platino (2) - UK: Platino - USA: Platino (2) | Hook Me Up            |
| 2008                                                                          | This Love                                | 10          | —           | —           | 14          | —           | —           | —           | - AUS: Oro                                                         | Hook Me Up            |
| 2008                                                                          | Take Me on the Floor                     | 7           | 54          | —           | 29          | —           | —           | 81          | - AUS: Oro                                                         | Hook Me Up            |
| 2008                                                                          | Popular                                  | —           | —           | —           | —           | —           | —           | —           |                                                                    | Hook Me Up            |
| 2012                                                                          | Lolita                                   | 23          | —           | —           | —           | —           | —           | —           | - AUS: Oro                                                         | N.D.                  |
| 2014                                                                          | You Ruin Me                              | 1           | —           | 93          | 16          | —           | 8           | —           | - AUS: Platino (3) - NZL: Oro                                      | The Veronicas         |
| 2014                                                                          | If You Love Someone                      | 5           | —           | —           | —           | —           | 98          | —           | - AUS: Platino                                                     | The Veronicas         |
| 2015                                                                          | Cruel                                    | 53          | —           | —           | —           | —           | —           | —           |                                                                    | The Veronicas         |
| 2015                                                                          | Chains (con Tina Arena e Jessica Mauboy) | 14          | —           | —           | —           | —           | —           | —           |                                                                    | N.D.                  |
| 2016                                                                          | In My Blood                              | 1           | —           | —           | 31          | —           | —           | —           | - AUS: Platino (2) - NZL: Platino                                  | Godzilla              |
| 2016                                                                          | On Your Side                             | 19          | —           | —           | —           | —           | —           | —           | - AUS: Platino                                                     | Human                 |
| 2017                                                                          | The Only High                            | 41          | —           | —           | —           | —           | —           | —           |                                                                    | Godzilla              |
| 2019                                                                          | Think of Me                              | 70          | —           | —           | —           | —           | —           | —           | - AUS: Oro                                                         | Human                 |
| 2020                                                                          | Biting My Tongue                         | —           | —           | —           | —           | —           | —           | —           |                                                                    | Human                 |
| 2021                                                                          | Godzilla                                 | —           | —           | —           | —           | —           | —           | —           |                                                                    | Godzilla              |
| 2021                                                                          | Life of the Party (con Allday)           | —           | —           | —           | —           | —           | —           | —           |                                                                    | Human                 |
| 2021                                                                          | Sugar Daddy                              | —           | —           | —           | —           | —           | —           | —           |                                                                    | Godzilla              |
| 2021                                                                          | Goodbye                                  | —           | —           | —           | —           | —           | —           | —           |                                                                    | Human                 |
| 2023                                                                          | Perfect                                  | —           | —           | —           | —           | —           | —           | —           |                                                                    | Gothic Summer         |
| 2023                                                                          | Detox                                    | —           | —           | —           | —           | —           | —           | —           |                                                                    | Gothic Summer         |
| 2024                                                                          | Here to Dance                            | —           | —           | —           | —           | —           | —           | —           |                                                                    | Gothic Summer         |
| "—" indica una pubblicazione non classificata o non pubblicata in quel paese. |                                          |             |             |             |             |             |             |             |                                                                    |                       |

### Come artiste ospiti
| Anno | Titolo                                              | Album di provenienza        |
| ---- | --------------------------------------------------- | --------------------------- |
| 2010 | Love the Fall (Michael Paynter feat. The Veronicas) | Weary Stars                 |
| 2019 | Restless (Allday feat. The Veronicas)               | Starry Night Over the Phone |

### Singoli promozionali
| Anno | Titolo             | Album di provenienza                       |
| ---- | ------------------ | ------------------------------------------ |
| 2019 | Ugly               | N.D.                                       |
| 2021 | Did Ya Think       | The Secret Life of... (US limited edition) |
| 2023 | Perfect (acoustic) | N.D.                                       |

## Videografia

### Video musicali
| Anno | Titolo                              | Regista                   |
| ---- | ----------------------------------- | ------------------------- |
| 2005 | 4ever (AUS version)                 | Dave Meyers               |
| 2005 | 4ever (US version)                  | Adria Petty e Daniel Kern |
| 2005 | Everything I'm Not                  | Robert Hales              |
| 2006 | When It Falls Apart                 | Robert Hales              |
| 2006 | Revolution                          | JT                        |
| 2007 | Hook Me Up                          | Scott Speer               |
| 2007 | Untouched                           | Anthony Rose              |
| 2008 | This Love                           | Anthony Rose              |
| 2008 | Take Me on the Floor                | Anthony Rose              |
| 2009 | Take Me on the Floor (US version)   | Cameron Barnet            |
| 2009 | 4ever (UK version)                  | Kenneth Cappello          |
| 2010 | Love the Fall (con Michael Paynter) | Darren McFarlane          |
| 2012 | Lolita                              | Spencer Susser            |
| 2014 | You Ruin Me                         | Matt Sharp & Tapehead     |
| 2014 | If You Love Someone                 | Matt Sharp & Tapehead     |
| 2015 | Cruel                               | Matt Sharp & Tapehead     |
| 2016 | In My Blood                         | Sasha Samsonova           |
| 2016 | On Your Side                        | Ruby Rose                 |
| 2019 | Think of Me                         | Benn Jae                  |
| 2019 | Restless (con Allday)               | Rory Pippan               |
| 2020 | Biting My Tongue                    | The Veronicas             |
| 2021 | Godzilla                            | Sconosciuto               |
| 2021 | The Life of the Party (con Allday)  | Ribal Hosn                |
| 2023 | Perfect                             | Bradley Murnane           |
| 2023 | Detox                               | Pat Freyne                |
| 2024 | Here to Dance                       | The Veronicas             |